# Аргоновий лазер
Арго́новий ла́зер — іонний газовий лазер, здатний випромінювати світло з різними довжинами хвиль у видимій та ультрафіолетовій ділянках. Це безперервний лазер, потужність якого може досягати кількох сотень ват.
У квітні 1964 Бріджес, Конверт і Беннет повідомили про можливість імпульсного генерування в іонізованому аргоні, причому виявлено генерування на багатьох лініях (найінтенсивніші 488, 514,5 і 476 нм). У травні 1964 року отримано безперервне генерування в аргоні. До кінця року створено лазери потужністю 7 Вт у безперервному режимі (на довжині хвилі 488 нм).
В аргоновому лазері, як і в усіх іонних лазерах, верхній рівень заселяється в результаті двох послідовних зіткнень атома з електронами розряду. Перше зіткнення іонізує атом, а друге збуджує іон. Таким чином, процес створення інверсії є двоступінчастим і для його здійснення потрібна висока густина струму в розряді. За такого струму стінки розрядної трубки швидко руйнуються, тому паралельно до осі трубки прикладають постійне магнітне поле, яке утримує розряд біля осі резонатора. Тиск газу в газорозрядній трубці становить близько 0,1 Торр. Через високу густину струму та низький тиск виділяється значна кількість тепла, тому аргонові лазери вимагають системи охолодження (зазвичай використовують водяну). Для отримання монохроматичного випромінювання в аргоновому лазері необхідно ввести всередину оптичного резонатора дисперсійний елемент, інакше відбувається одночасне генерування декількох спектральних ліній.
Аргоновий лазер має близько 25 ліній у видимому діапазоні (від 408,9 нм до 686,1 нм) та більше 10 ліній в ультрафіолетовому (від 275 до 363,8 нм), проте найінтенсивнішими є лінії на 488 та 514,5 нм.
Використовується в лазерних принтерах, хірургії.